# Ромен Женевуа
Роме́н Женевуа́ (фр. Romain Genevois, нар. 20 жовтня 1987, Л'Естер) — гаїтянський футболіст, захисник клубу «Кан».
Виступав, зокрема, за клуби «Тур» та «Ніцца», а також національну збірну Гаїті.

## Клубна кар'єра
У професійному футболі дебютував 2005 року у Франції виступами за команду «Геньон-2», в якій провів один сезон. Протягом 2006—2009 років захищав кольори основної команди клубу «Геньон».
Своєю грою за останню команду привернув увагу представників тренерського штабу клубу «Тур», до складу якого приєднався 2009 року. Відіграв за команду з Тура наступні три сезони своєї ігрової кар'єри. Більшість часу, проведеного у складі «Тура», був основним гравцем захисту команди.
2012 року уклав контракт з клубом «Ніцца», у складі якого провів наступні чотири роки своєї кар'єри гравця. Граючи у складі «Ніцци» також здебільшого виходив на поле в основному складі команди.
До складу клубу «Кан» приєднався 2016 року.

## Виступи за збірну
2008 року дебютував в офіційних матчах у складі національної збірної Гаїті. Наразі провів у формі головної команди країни 5 матчів.
У складі збірної був учасником Кубка Америки 2016 року у США.
| Дата       | Місто                 | Господарі  | Результат | Гості  | Турнір            | Голи | Примітки |
| ---------- | --------------------- | ---------- | --------- | ------ | ----------------- | ---- | -------- |
| 3-2-2008   | Матурін               | Венесуела  | 1 – 0     | Гаїті  | товариський матч  | -    | 14'      |
| 13-11-2015 | Сан-Хосе (Коста-Рика) | Коста-Рика | 1 – 0     | Гаїті  | Відбір до ЧС 2018 | -    |          |
| 25-3-2016  | Порт-о-Пренс          | Гаїті      | 0 – 0     | Панама | Відбір до ЧС 2018 | -    |          |
| 29-3-2016  | Панама                | Панама     | 1 – 0     | Гаїті  | Відбір до ЧС 2018 | -    |          |
| 29-5-2016  | Маямі                 | Колумбія   | 3 – 1     | Гаїті  | товариський матч  | -    |          |
| Усього     |                       | Матчів     | 5         |        | Голів             | 0    |          |